# Ареографія

Кольорова карта Марса у високій роздільній здатності, створена на основі знімків, зроблених орбітальним апаратом «Вікінг». Поверхнева мерзлота та туман із водяного льоду забарвлюють метеоритний басейн Hellas, що праворуч внизу, поряд із центром, у дуже світлий колір; Syrtis Major, розташований одразу вгорі над цим басейном, має дуже темний колір через те, що вітри змітають пил із темної базальтової поверхні. Залишкові північна та південна полярні льодовикові шапки зображені праворуч вгорі та внизу, відповідно, — такими, якими вони виглядають на початку літнього періоду, коли мають мінімальний розмір.

Ареогра́фія (від грец. Άρης — «Марс» та γράφω — «пишу, малюю») — розділ планетології, що вивчає утвори на поверхні Марса. Поняття охоплює визначення меж та характеристик різноманітних регіонів планети Марс. Ареографія працює в першу чергу з тим, що на Землі окреслюється терміном фізична географія; тобто, з розподілом та розташуванням різних фізичних особливостей на поверхні Марса, а також їхнім картографічним відображенням.

## Історія

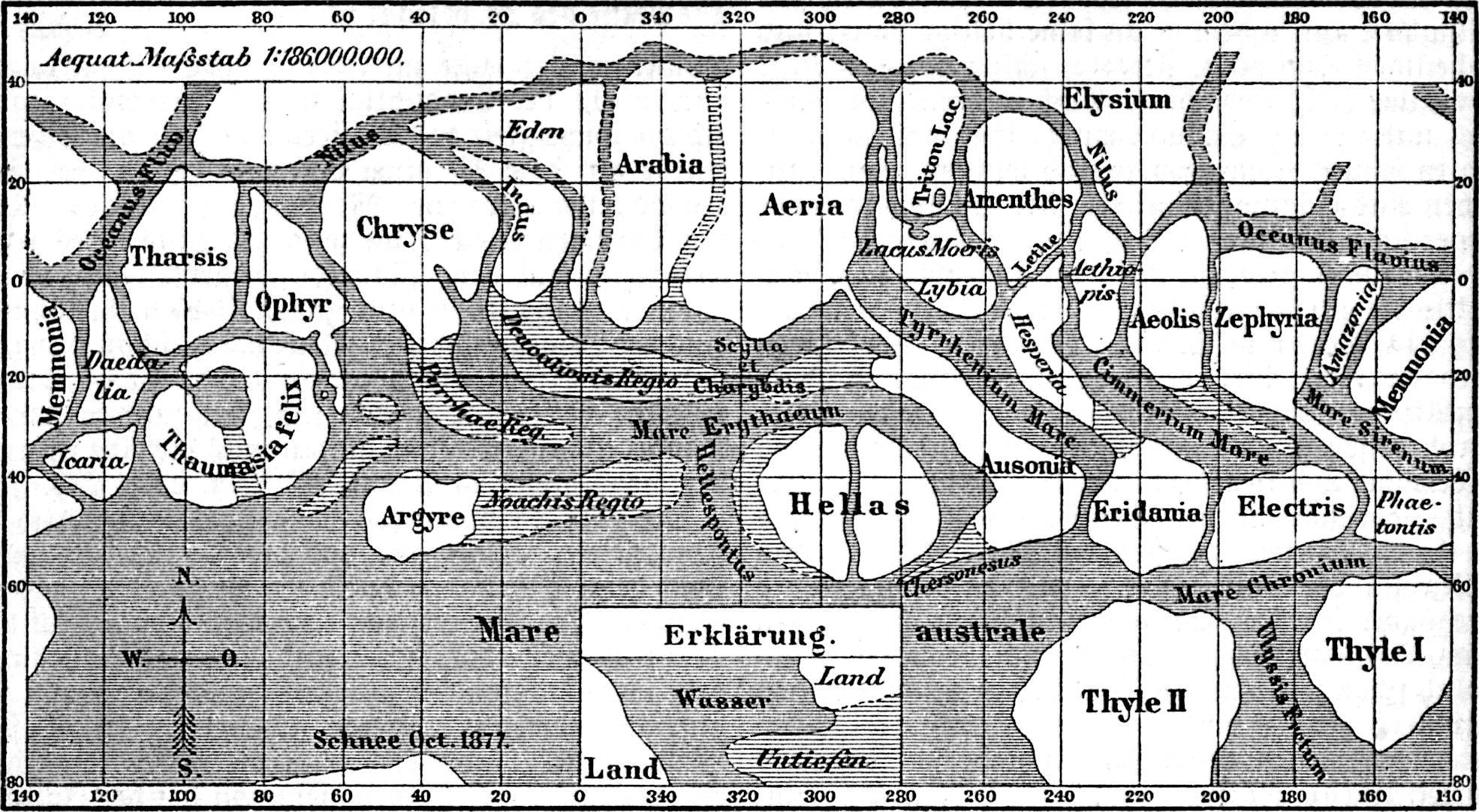
Карта Марса у виконанні Джованні Скіапареллі. Північ — вгорі цієї карти; однак на більшості карт Марса, створених до початку активних досліджень космосу, серед астрономів було заведено зображувати південь угорі, оскільки телескопічні зображення планети були перевернутими.

Перші спостереження за планетою Марс проводилися з поверхні Землі за допомогою телескопів. Історію цих спостережень можна простежити за протистояннями Марса, коли планета розташована найближче до Землі, а тому її найкраще видно; такі протистояння повторюються з періодом 779,94 доби. Ще зручнішими для спостережень є великі протистояння, які настають кожні 15-17 років (у серпні-вересні), і відрізняються від звичайних протистоянь тим, що Марс у цей час перебуває близько до перигелію, а тому ближче до Землі, ніж у звичайних. Внаслідок досить значного ексцентриситету орбіти Марса (e≈0,1) відстань до нього у різних протистояннях може змінюватися від 56 до 101 млн км, тобто майже вдвічі.
У вересні 1877 року (перигелійне протистояння Марса настало 5 вересня) італійський астроном Джованні Скіапареллі опублікував першу деталізовану мапу Марса. На ній він зобразив багато об'єктів під назвою італ. canali («канали»), які, як виявилося пізніше, були лише оптичними ілюзіями. Ці canali, на думку астронома, були довгими прямими лініями. Їм Скіапареллі надав назви відомих земних річок. Назва canali була помилково інтерпретована як власне «канали» — тобто штучні утворення, а така інтерпретація призвела до виникнення тривалої суперечки щодо марсіанських каналів.
Зважаючи на результати цих спостережень, дослідники досить довго вважали, що на Марсі наявні моря та рослинність. Ці міфи було остаточно розвіяно лише  у 1960-х роках, коли перші космічні апарати відвідали Марс. Декілька карт Марса було створено на основі даних, отриманих під час цих місій, але повноцінні, надзвичайно деталізовані карти були створені лише після місії дослідницької станції Mars Global Surveyor, яку запустили 1996 року, і яка завершилася наприкінці 2006 р. Ці карти можна переглянути онлайн на сайті www.google.com/mars/.

## Зображення-карта Марса
Зображення-карта планети Марс має вбудовані гіперпосилання для різних об'єктів, зображених на ній, на додачу до вказаних місць розташування марсоходів та посадкових модулів. Карта є інтерактивною — можна клацнути на одному з таких об'єктів або назві марсохода/посадкового модуля, аби перейти на відповідну сторінку про нього. Північ — вгорі; висота: червоний (вища), жовтий (нульова), синій (нижча).

## Топографія

Топографічна карта Марса у високій роздільній здатності, створена на основі даних лазерного альтиметра космічного апарата Mars Global Surveyor; цим альтиметром опікувалися Марія Зубер та Девід Сміт. Північ — угорі. Найвизначнішими деталями рельєфу є вулканічна провінція Тарсис (або «Фарсида») на заході (зокрема, до неї входить гора Олімп), Долини Марінера (Valles Marineris) на схід від регіону Тарсис і рівнина Еллада (Hellas Planitia) у південній півкулі.

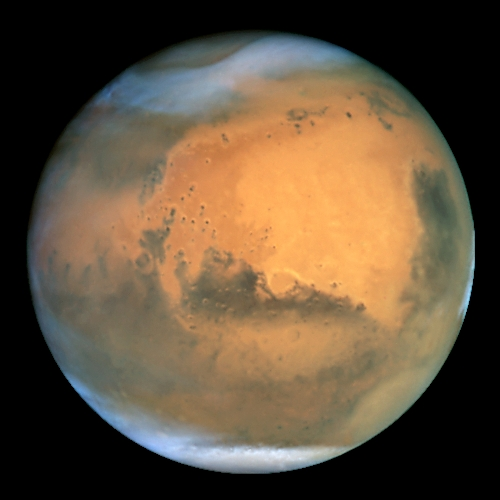
Марс, 2001 р., із південною полярною льодовиковою шапкою, видимою внизу.

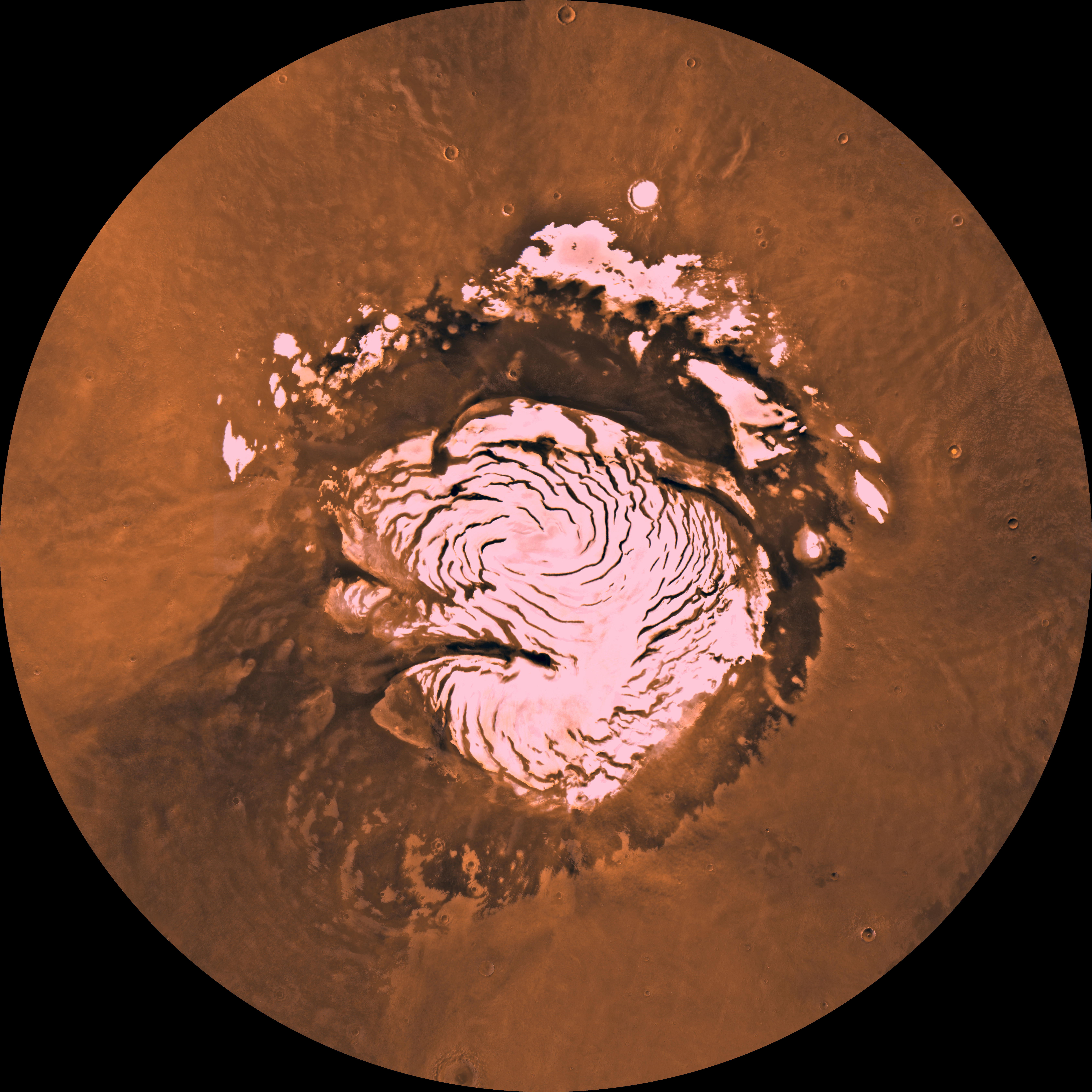
Північний полярний регіон із льодовиковою шапкою.

Дихотомія марсіанської топографії дивовижна: північні рівнини, вирівняні завдяки застиглим лавовим потокам, сильно контрастують із південними височинами, що рябіють западинами, розломами та кратерами, які утворилися в результаті стародавніх метеоритних ударів. Станом на початок 2024 року, на Марсі виявлено понад чверть мільйона ударних кратерів, понад 43000 з яких мають ширину понад 4,8 км. Поверхню Марса, яку видно із Землі, прийнято ділити на два типи територій, що відрізняються між собою значенням альбедо. Світліші рівнини, вкриті пилом та піском, багатими на червонуваті оксиди заліза, колись давно вважалися марсіанськими «континентами», тому їм і дали такі назви як Arabia чи Amazonis (згодом від них пішли імена Arabia Terra — Аравійська земля — та Amazonis Planitia — Амазонська рівнина). Темні деталі вважалися морями, від чого й походять назви на кшталт Mare Erythraeum, Mare Sirenum та Aurorae Sinus. Найбільшою темною деталлю поверхні, яку видно з Землі, є Syrtis Major Planum.
Щитовий вулкан гори Олімп (Olympus Mons) височіє над навколишніми вулканічними рівнинами на 22 км, і є найвищою з-поміж відомих гір на всіх планетах. Він розташований у вулканічному регіоні Tharsis, який, на додачу, має ще й найбільшу в Сонячній системі систему каньйонів під назвою «Долини Марінера» («Valles Marineris»), довжина якої становить близько 4000 км, а глибина — 7 км. Марс також помережаний багатьма метеоритними кратерами. Найбільшими кратерами Марса (а також усієї Сонячної системи) є Північний полярний басейн та басейни рівнин Еллада (Hellas Planitia) й Утопія (Utopia Planitia). 
Марс має дві постійні полярні льодовикові шапки. Північна шапка розташована на Північному плато (Planum Boreum), а південна — на Південному (Planum Australe).
Різниця між найвищою та найнижчою точками на Марсі становить близько 30 км (від вершини гори Олімп, висота якої дорівнює 21,2 км, до найнижчої точки на рівнині Еллади, яка перебуває на 8,2 км нижче від датума). Для порівняння, різниця між найвищою та найнижчою точками на Землі (Еверест та Маріанський жолоб) становить лише 19,7 км. У поєднанні із відмінним радіусом планети, все це означає, що Марс за формою є майже втричі «грубішим» за Землю.
Назви деталей поверхні Марса, як і інших небесних тіл, узгоджує Робоча група з номенклатури планетної системи (англ. Working Group for Planetary System Nomenclature) Міжнародного астрономічного союзу.

### Нульова висота
На Землі відлік висот ведуть від рівня моря.
Оскільки на Марсі немає океанів і, відповідно, «рівня моря», для мапування поверхні потрібен інший рівень нульової висоти, або «датум». За нього прийнято ареоїд (марсіанський аналог геоїда) — еквіпотенціальну поверхню сили тяжіння, яка включає гравітаційну силу та відцентрову силу, пов'язану з обертанням планети. Втім, існує нескінченно багато таких поверхонь, вкладених одна в одну, і в різні часи відлік висот вели від двох різних ареоїдів.
Спочатку — з часів місії «Марінер-9» — рівень відліку висот для Марса визначався за атмосферним тиском (рівень сталого тиску за спокійної атмосфери збігається з еквіпотенціальною поверхнею сили тяжіння). Нульовою вважали висоту, де тиск становить 610 паскалів (6,1 мілібарів або 0,6 % від значення тиску на рівні моря на Землі). Це значення обрали з двох причин: воно близьке до середнього для поверхні Марса і до мінімального, за якого вода може існувати в рідкому стані (611,7 Па — тиск, на якому перебуває потрійна точка води). Вибір такого значення зовсім не означає, що на менших висотах рідка вода мусить існувати — це означає лише, що вона теоретично могла б там існувати, якби температура перевищила 0 °C (273,16 K, 32 °F). Прив'язка відліку висот до атмосферного тиску погана тим, що протягом року тиск змінюється через газообмін атмосфери з полярними шапками і цей рівень варіює на 1,5–2,5 км.
У 1999 році дані, отримані інструментом Mars Orbiter Laser Altimeter на супутнику Mars Global Surveyor, призвели до встановлення нового рівня відліку висот. За нього прийнято ареоїд із середнім екваторіальним радіусом 3396,0 км, що з точністю до кількасот метрів дорівнює середньому екваторіальному радіусу планети. Новий рівень вищий за попередній: під час весняного рівнодення для північної півкулі він відповідає тиску 5,2 мбар і лежить на 1,6 км вище рівня 6,1 мбар. Відхилення цього ареоїда від еліпсоїда обертання сягає 2 км — зокрема, він підвищується в районі великих гір, що призводить до зменшення виміряної відносно нього їх висоти.
Іноді для Марса застосовують й інші рівні відліку висот: еліпсоїд з екваторіальним радіусом 3396,19 км та полярним — 3376,2 км, а також сфера радіусом 3396 км. Марс — єдина планета, для якої існує глобальна модель рельєфу з точністю висоти порядку метра.

### Нульовий меридіан
Розташування марсіанського екватора визначається обертанням планети, натомість розташування нульового меридіана було вибране, як і для Землі, за довільною точкою поверхні. Німецькі астрономи Вільгельм Бер та Йоганн Генріх фон Медлер при створенні першого систематичного креслення деталей марсіанської поверхні у 1830—32 рр. обрали за точку відліку маленький об'єкт округлої форми. 
У 1877 році їхній вибір прийняв і застосував як точку нульового меридіана італійський астроном Джованні Скіапареллі, коли він розпочав роботу над своїми знаменитими картами Марса. 
Після того, як у 1972 році космічний апарат Марінер-9 забезпечив науковців значною кількістю знімків Марса, Мертон Дейвіс із RAND Corporation обрав на лінії Бера та Медлера невеликий кратер у Затоці Меридіана («Sinus Meridiani» або «Серединна затока»), з метою надати точніше територіальне визначення довготи 0,0° при створенні планетографічної мережі. Пізніше цей кратер отримав назву Ейрі-0. 

### Марсіанська дихотомія
Дослідники марсіанської топографії обов'язково звертають увагу на дихотомію між північною та південною півкулями планети. Більша частина північної півкулі є порівняно пласкою, з малою кількістю кратерів, і розташована нижче від загальноприйнятого рівня «нульової висоти». На відміну від північної півкулі, південна повниться горами та височинами, розташованими переважно значно вище цього рівня. Різниця середньої висоти поверхні півкуль становить 1—3 км. Межа між ними становить значний інтерес для геологів.
Однією із найбільш виразних особливостей тут є брижата земля. Цей тип рельєфу формується столовими горами, пагорбами та долинами із плоским дном, що мають стінки висотою в 1.5 км. Навколо багатьох столових гір та пагорбів видніються лопатеподібні осипові шлейфи, які, як було виявлено, є насправді льодовиками, захованими під шаром породи.
Іншими цікавими особливостями рельєфу є річкові долини та канали виливу, вирізьблені у поверхні.
| |
| Свіжий метеоритний кратер на Марсі, 3°42′ пн. ш. 53°24′ сх. д. / 3.7° пн. ш. 53.4° сх. д. (19 листопада 2013). |

| |
| Брижата земля у Ismenius Lacus, що містить пласкі долини та стрімчаки. Знімок виконаний камерою Mars Orbiter Camera (MOC) з борту космічного апарата Mars Global Surveyor. |

| |
| Збільшений варіант фото зліва, який демонструє скелю-стрімчак. Знімок виконано камерою із високою роздільною здатністю, що на апараті Mars Global Surveyor (MGS). |

|                                                                                     |
| Вигляд лопатеподібного осипового шлейфу вздовж схилу. Знімок із квадрангла Arcadia. |

| |
| Місце, де розпочинається утворення лопатеподібного осипового шлейфу. Зверніть увагу на смуги, які свідчать про наявність руху. Знімок із квадрангла Ismenius Lacus. |

Площа північних низовин становить близько третини всієї поверхні Марса; цей низькоділ є порівняно пласким, із розкиданими подекуди метеоритними кратерами. Інші дві третини марсіанської поверхні займають південні височини. Різниця висоти між цими двома півкулями — неймовірна. З огляду на густоту метеоритних кратерів, науковці вважають, що південна півкуля є значно старшою за північні рівнини. Значна частина сильно побитих кратерами південних височин походить ще з періоду важкого бомбардування Сонячної системи — з Нойської епохи.
З метою пояснити ці відмінності висловлювалися різноманітні гіпотези. Три з них, які вважаються найбільш близькими до істини, це: єдине надзвичайно масштабне зіткнення із космічним тілом, декілька менших зіткнень, а також ендогенні процеси, такі як конвекція мантії. Обидві гіпотези, які стосуються зіткнення з космічними тілами, зачіпають процеси, які могли відбуватися ще перед завершенням примордіального періоду бомбардування; а це свідчить про те, що дихотомія кори планети має коріння у ранній історії Марса.
Гіпотезу надзвичайно руйнівного зіткнення з дуже великим космічним тілом, що була вперше висловлена ще на початку 1980-х, спершу сприйняли зі скептицизмом, зважаючи на витягнуту форму гіпотетичного сліду зіткнення (зазвичай імпактні кратери є округлими). Однак дослідження, проведене у 2008 році, допомогло зібрати додаткові дані, які цілком узгоджуються із теорією єдиного гігантського зіткнення. Використовуючи геологічні дані, дослідники змогли отримати інформацію, яка підтверджує, що на Марсі таки колись відбулося зіткнення з дуже великим космічним тілом, яке зіштовхнулося з планетою під кутом приблизно 45 градусів (див. Північний полярний басейн). Додаткові свідчення, які могли б остаточно підтвердити правдивість теорії гігантського зіткнення, можуть бути отримані в результаті аналізів хімічного складу марсіанських порід, в яких повинні бути ознаки післяударного підняття мантійної речовини.

### Карта квадранглів
Зображення-карта планети Марс нижче, поділена на 30 квадранглів (чотирикутників). Такий поділ був затверджений Геологічною службою США. Всі квадрангли пронумеровані, і при скороченні до їх номера додається префікс «MC», від «Mars Chart.» Клацніть на бажаному квадранглі, аби перейти на відповідну сторінку про нього. Північ — вгорі; точка з координатами 0° пн. ш. 180° зх. д. / 0° пн. ш. 180° зх. д. розташована на лівому краю екватора. Знімки, використані для створення цієї карти, були зроблені космічним апаратом Mars Global Surveyor.

## Номенклатура

### Колишня номенклатура
Першими «ареографами» були Йоганн Генріх фон Медлер та Вільгельм Бер, більш відомі як автори карт Місяця. Вони розпочали з того, що визначили раз і назавжди, що більшість об'єктів, розташованих на поверхні Марса, є перманентними; вони також змогли точно підрахувати період обертання Марса. У 1840 році Медлер підсумував десять років спостережень, створивши першу карту Марса. Замість того, аби надавати на карті об'єктам певні назви, Бер та Медлер просто позначали їх літерами; так, Затока Меридіана (Sinus Meridiani) була деталлю «a».
Протягом наступних двадцяти років, із вдосконаленням інструментарію та збільшенням кількості спостерігачів-дослідників, різноманітні деталі марсіанської поверхні отримали цілу мішанину назв. Як приклади, можна вказати темну альбедо-деталь Solis Lacus, яка тоді була відома як «Oculus» («Око»), або регіон Syrtis Major, який тоді був відомий як «Hourglass Sea» («Море Пісочного годинника») або «Scorpion». У 1858 році астроном-єзуїт Анджело Секкі придумав для нього ще одну назву — «Atlantic Canale» («Атлантичний канал»). За словами Секкі, це утворення, «видається, грає роль Атлантичного океану, який на Землі відокремлює Старий Континент від Нового» — це було перше використання у марсіанській номенклатурі фатального canale, яке в італійській мові може стосуватись або природного утворення (річковий канал), або рукотворного (канава, рів, зрошувальний канал).
У 1867 році Річард Ентоні Проктор взяв за основу рисунки Марса, виконані Вільямом Руттером Дауесом 1865 року — найкращі з доступних на той час —, і трохи незграбно накреслив карту Марса. Проктор пояснив свою номенклатурну систему, ствердивши: «Я дав різним об'єктам імена тих дослідників, які вивчали фізичні особливості, наявні на Марсі.» Нижче наведено перелік деяких назв із запропонованої ним номенклатури, поряд з якими вказані також їх відповідники, що були використані астрономом Джованні Скіапареллі при створенні його марсіанської карти між 1877 та 1886 роками. Назви, запропоновані Скіапареллі, ввійшли в ужиток і багато з них використовуються й дотепер.
- Kaiser Sea  = Syrtis Major
- Lockyer Land = Hellas Planitia
- Main Sea = Lacus Moeris
- Herschel II Strait = Sinus Sabaeus
- Dawes Continent = Aeria та Arabia
- De La Rue Ocean = Mare Erythraeum
- Lockyer Sea = Solis Lacus
- Dawes Sea = Tithonius Lacus
- Madler Continent = Chryse Planitia, Ophir, Tharsis
- Maraldi Sea = Maria Sirenum and Cimmerium
- Secchi Continent = Memnonia
- Hooke Sea = Mare Tyrrhenum
- Cassini Land = Ausonia
- Herschel I Continent = Zephyria, Aeolis, Aethiopis
- Hind Land = Libya

Номенклатуру Проктора часто піддавали критиці, переважно через те, що надані ним назви прославляли майже виключно англійських астрономів; однак була ще одна причина — одну й ту ж саму назву він міг використовувати двічі, а то й більше разів. Зокрема, прізвище Давеса (Dawes) було вжито в назвах щонайменше шести об'єктів (Dawes Ocean, Dawes Continent, Dawes Sea, Dawes Strait, Dawes Isle, та Dawes Forked Bay). Утім, назви, вигадані Проктором, мали свою привабливість, і попри всі їхні недоліки, вони пізніше стали тією основою, на якій розвивалося наступне покоління астрономів.

### Сучасна номенклатура
Сучасні назви марсіанських географічних об'єктів мають різне походження, але назви найбільших з них походять переважно від назв, які вживалися на старих картах Марса, створених у 1886 році італійським астрономом Джованні Скіапареллі. Скіапареллі назвав найбільші деталі альбедо Марса переважно іменами та назвами із грецької міфології, а також, меншою мірою, із Біблії. Багато з тих назв збереглися дотепер, були ухвалені Міжнародним астрономічним союзом і стали основою для назв багатьох деталей рельєфу. Наприклад, від терміну «Nix Olympica» («сніги Олімпу») походить назва гори Олімп (Olympus Mons).
Великі марсіанські кратери називають на честь видатних науковців та письменників у жанрі наукової фантастики; меншим дають назви земних містечок та сіл.
Різноманітні невеликі деталі рельєфу, які досліджуються марсоходами та іншими спускними апаратами з часів «Вікінгів» отримують неофіційні назви або ж кодові імена, аби полегшити їх ідентифікацію під час обстежень та досліджень. Однак, дехто сподівається, що тимчасові назви окремих значних об'єктів на поверхні Марса будуть ухвалені Міжнародним астрономічним союзом. До таких назв, зокрема, належать гори Columbia Hills (гори Колумбії), які були так названі на честь сімох астронавтів, які загинули у катастрофі спейс-шаттла «Колумбія».